# Paul Lord
Pour les articles homonymes, voir Lord.
Paul Lord, né le 13 décembre 1969 est un joueur professionnel de squash représentant l'Angleterre.

## Biographie
Il devient professionnel à l'âge de 18 ans après avoir obtenu son baccalauréat. Cinq ans après, il est finaliste de l'US Open en 1993, s'inclinant face à l'Australien Rodney Eyles.

## Palmarès

### Finales
- US Open : 1993